# Hipòloc d'Atenes
Hipòloc (en llatí Hippolochus, en grec antic Ἱππόλοχος) fou un dels Trenta Tirans que van governar a Atenes breument el 404/403 aC, després de la guerra del Peloponès. Com la majoria dels altres tirans, era un personatge molt poc conegut i pràcticament no es coneixen detalls de la seva biografia. Xenofont l'inclou a la llista dels Trenta que dona a les Hel·lèniques.